# 慕尼黑城市快铁8号线
慕尼黑城市快铁8号线（S-Bahn-Linie 8 München）由德铁区域运输负责运营，往返于黑尔兴与慕尼黑机场之间，途径慕尼黑市中心。快铁8号线的发车间隔一般为20分钟。